# 兵庫県道303号市野々西野々線
兵庫県道303号市野々西野々線（ひょうごけんどう303ごう いちののにしののせん）は、兵庫県丹波篠山市を通る一般県道である。

## 概要
丹波篠山市市野々から丹波篠山市西野々に至る。
丹波篠山市大藤 - 丹波篠山市奥原山の間（三国岳 - 京都府船井郡京丹波町との県境付近）に不通区間あり。
京都府を通る区間があるものの、京都府道としては非認定である（京都府道303号は欠番）。

### 路線データ
- 起点：丹波篠山市市野々（兵庫県道・京都府道702号篠山京丹波線）
- 終点：丹波篠山市西野々（西野々交差点、国道372号交点）
- 総延長：9.633 km

## 地理

### 通過する自治体
- 丹波篠山市

### 交差する道路
| 交差する道路                        | 交差する場所 | 交差する場所        |
| ----------------------------------- | ------------ | ------------------- |
| 兵庫県道・京都府道702号篠山京丹波線 | 市野々       | 起点                |
| 国道372号                           | 西野々       | 西野々交差点 / 終点 |

### 沿線
- オータニ広尾カントリークラブ